# Ghioroc (gmina)
Ghioroc – gmina w Rumunii, w okręgu Arad. Obejmuje miejscowości Cuvin, Ghioroc i Miniș. W 2011 roku liczyła 3790 mieszkańców.
Gmina zajmuje powierzchnię około 4890 ha i jest zamieszkiwana głównie przez Rumunów (81,2%), również przez Węgrów (17,1%), Ukraińców (0,7%), Niemców (0,5%) oraz Romów (0,3%).
Głównym źródłem utrzymania mieszkańców gminy jest uprawa winorośli.
Do Ghioroc kursując tramwaje z Aradu. Linia ta została zbudowana w latach 70. XX na torach dawnej kolejki dojazdowej.

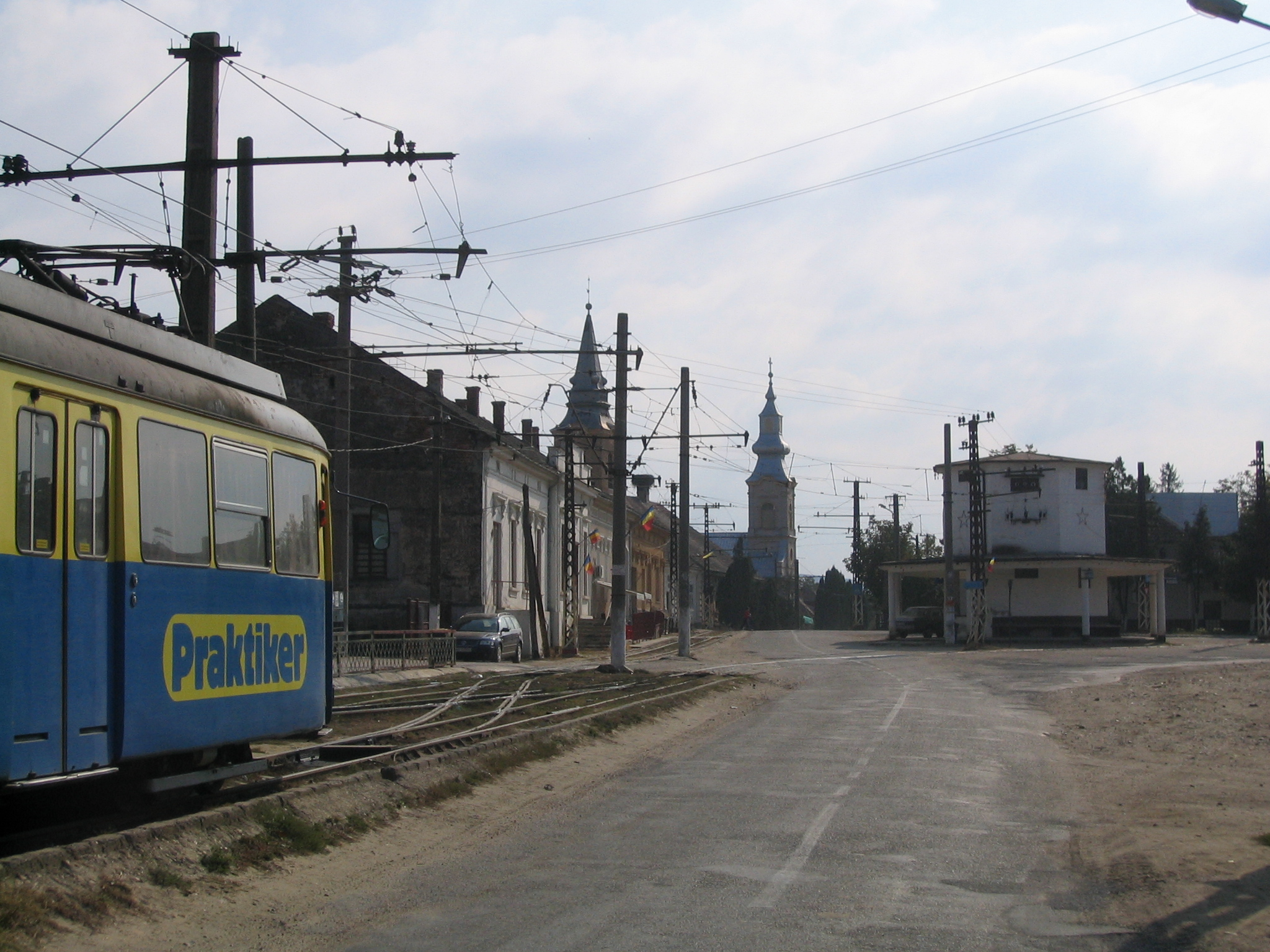
Tramwaj na trasie Ghioroc-Arad